# لويد كاردويل
لويد كاردويل (بالإنجليزية: Lloyd Cardwell)‏ هو لاعب كرة قدم أمريكية أمريكي، ولد في 19 أبريل 1913 في ريبابليك في الولايات المتحدة، وتوفي في 10 نوفمبر 1997 في أوماها في الولايات المتحدة.

## وصلات خارجية
- لويد كاردويل على موقع مرجع كرة القدم المحترفة.كوم (الإنجليزية)